# 밸모랄 환초판

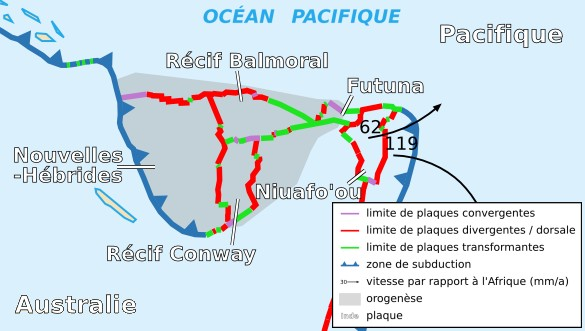
밸모랄 환초 판 ("Récif Balmoral", 프랑스어)

밸모랄 환초 판은 남태평양의 피지 북쪽의 판이다. 북쪽에서부터 시계방향으로 태평양 판, 오스트레일리아 판, 콘웨이 환초 판, 뉴헤브리디스 판과 접한다. 북쪽과 서쪽은 발산 경계를 이루고 나머지는 변환단층과 수렴 경계로 이루어져 있다.

## 참고
- Bird, P. (2003) An updated digital model of plate boundaries, Geochemistry Geophysics Geosystems, 4(3), 1027, doi:10.1029/2001GC000252.